# Watson Systems
Watson Systems AG är ett schweiziskt företag som tillverkar kundvagnar. Företaget utvecklar även ett unikt databas- och Internetbaserat ljudaviseringssystem för bland annat köpcentrum.